# فیصل ابنوطالیب
فیصل ابنوطالیب (متولد ۲۰ نوامبر ۱۹۷۰) تکواندوکار آلمانی و مدال آور المپیک است. او در وزن خود، هفت دوره قهرمان ملی آلمان شد. در المپیک تابستانی ۲۰۰۰ در سیدنی مدال نقره را در وزن ۸۰ کیلوگرم بدست آورد.